# Дифторид-триоксид осмия(VIII)
Дифторид-триоксид осмия(VIII) — неорганическое соединение,
оксофторид осмия
с формулой OsO3F2,
оранжевые кристаллы.

## Получение
- Действие трифторида брома на тетраоксид осмия:

{\displaystyle {\mathsf {3OsO_{4}+2BrF_{3}\ {\xrightarrow {}}\ 3OsO_{3}F_{2}+O_{2}+Br_{2}}}}
- Фторирование тетраоксид осмия:

{\displaystyle {\mathsf {2OsO_{4}+2F_{2}\ {\xrightarrow {300^{o}C}}\ 2OsO_{3}F_{2}+O_{2}}}}

## Физические свойства
Дифторид-триоксид осмия(VIII) образует оранжевые кристаллы.

## Химические свойства
- С галогенидами щелочных металлов образует комплексы:

{\displaystyle {\mathsf {OsO_{3}F_{2}+KF\ {\xrightarrow {T}}\ K[OsO_{3}F_{3}]}}}